# Запис дуд код чесме (Пањевац)
Запис дуд код чесме (Пањевац) се налази на парцели чији је власник Општина Деспотовац.

## Локација
| Општина             | Деспотовац                                                                  |
| Катастарска општина | Пањевац                                                                     |
| Потес               | Стражара                                                                    |
| Координате          | 44° 07′ 53″ С; 21° 31′ 46″ И / 44.131399999999999° С; 21.529499999999999° И |
| Надморска висина    | 320m                                                                        |

## Карактеристике
Дендрометријске вредности утврђене на терену и сателитским снимцима:
| Стабло                     | Дуд |
| Висина стабла              | m   |
| Обим дебла                 | m   |
| Пречник крошње             | 2m  |
| Пречник дебла              | m   |
| Висина дебла до прве гране | m   |

## База записа
Запис је у оквиру Викимедија пројекта "Запис - Свето дрво" заведен под редним бројем 0419.